# Baslinje
För baslinjen inom typografi, på vilken de flesta bokstäver placeras, se baslinje (typografi). Baslinje kan även syfta på utgångspunkten för att beräkna en stats havsterritorium, se Territorialvatten. Mjukvaruprojekt kan ha en baslinje, s.k. "trunk", se Versionshantering.
En baslinje är en vektor i en tredimensionell miljö.
Jfr oberoende baslinjer.
I varje session med m stycken GPS-mottagare kan totalt
{\displaystyle {\frac {m(m-1)}{2}}}
stycken baslinjer bildas, vilka kan delas upp i två grupper: de icke-triviala baslinjerna utgörs av de vektorer som inte kan konstrueras genom addition eller subtraktion av andra vektorer inom sessionen; övriga benämns triviala baslinjer. Vilka baslinjer som betraktas som icke-triviala respektive triviala i en session är godtyckligt. Antalet baslinjer av respektive typ är dock fixerat: 
Antalet icke-triviala baslinjer =
{\displaystyle {m-1}}

 och antalet triviala = 

{\displaystyle {\frac {(m-1)(m-2)}{2}}}